# Mosrite
 (juin 2023).
Si vous disposez d'ouvrages ou d'articles de référence ou si vous connaissez des sites web de qualité traitant du thème abordé ici, merci de compléter l'article en donnant les références utiles à sa vérifiabilité et en les liant à la section « Notes et références ».

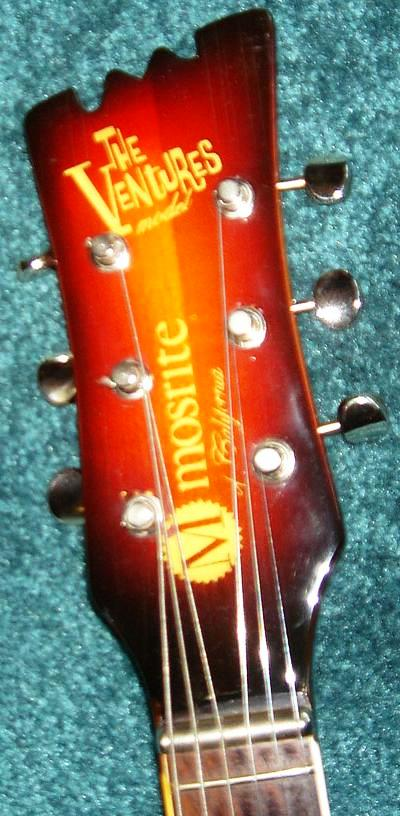
Tête de guitare Mosrite

Mosrite, société créée par les frères Andy et Semie Moseley à la fin des années 1950, est une firme de fabrication de guitares basée à Bakersfield, en Californie. En 1992 le créateur Semie Moseley décède. Son épouse Loretta continue la production de guitares pendant une année avant d'arrêter.

## Histoire

### Apprentissage
Semie Moseley commence à jouer de la guitare dans un groupe évangélique à Bakersfield, en Californie, à l'âge de 13 ans. Lui et son frère Andy expérimentent des modifications sur les guitares de leur adolescence.
Semie commence à construire des guitares dans la région de Los Angeles vers 1952, comme apprenti à l'usine Rickenbacker. Là, il apprend une grande partie de ses compétences en lutherie avec l'apprentissage que Roger Rossmeisl lui transmet. L'une des caractéristiques les plus reconnaissables de la plupart des guitares Mosrite est le "German Carve" sur le contour des corps de guitare que Semie Moseley apprend de Rossmeisl. Au cours de la même période, Moseley est apprenti avec Paul Bigsby à Downey, en Californie.

### Mosrite
En 1954, Semie construit une guitare à triple manche dans son garage (le plus long manche est une longueur de guitare standard, le deuxième manche est plus long d'une octave et le plus court est une mandoline à huit cordes). En 1956, avec un investissement de Ray Boatright, un ministre local du Los Angeles Foursquare Gospel, Semie et Andy lancent leur entreprise, Mosrite of California. En gratitude au révérend Boatright, Moseley nomme la société en combinant son nom de famille et celui de Boatright ; le nom est correctement prononcé MOZE-rite. Lorsqu'ils commencent, la production est entièrement faite de guitares personnalisées et fabriquées à la main.
En 1959, Andy déménage à Nashville, Tennessee, durant un an pour populariser le nom Mosrite. Moseley, lui, fabrique des guitares à Los Angeles jusqu'en 1959, date à laquelle il déménage à Oildale, en Californie, juste au nord de Bakersfield. En 1962, il déménage de nouveau sa boutique à Panama Lane où il conçoit et produit les premières guitares modèles Joe Maphis, dont un modèle finit par évoluer vers la guitare et la basse "modèle Ventures" (Joe Maphis obtient plus tard son propre modèle, similaire à un modèle Mosrite Combo mais sans les ouïes en F). À cette époque, Mosrite fabrique tout en interne, à l'exception des mécanismes.
Au plus fort de la production, en 1968, Mosrite fabrique environ 600 guitares par mois.

### Faillite et redémarrage
Mosrite de Californie fait faillite fin 1968 après avoir passé un contrat avec la Thomas Organ Company pour commercialiser leurs guitares. À la suite de cela, la société essaye de traiter en direct. Ils vendent 280 guitares en 1969 avant de retrouver un jour de février face à leurs portes verrouillées. Deux ans après la faillite, Semie récupére le nom de Mosrite, et en 1970, recommence à fabriquer des guitares au Pumpkin Center près de Bakersfield. Il déménage son usine trois fois au cours des 20 années suivantes, à Oklahoma City au milieu des années 1970, dans le canton de Jonas Ridge, dans le comté de Burke, en Caroline du Nord, en 1981 et à Leachville, en Arkansas, en 1991. Une seule guitare est produite à Leachville et est maintenant exposée au Melody Theater de la ville.
Bien qu'il soit un génie reconnu dans la conception et la construction de guitares, Moseley manquait des compétences de base nécessaires pour être un bon homme d'affaires, et ainsi l'entreprise est tombée dans des moments difficiles à plusieurs reprises, mais a toujours continué de produire des guitares Mosrite jusqu'en 1993. La plupart d'entre elles ont été exportés vers le Japon, où leur popularité est restée très forte. La qualité des instruments est toujours restée très respectable. Semie Moseley est décédée en 1992. Sa femme Loretta a continué à produire des Mosrites environ un an après sa mort. Depuis 2008, elle vend des Mosrites personnalisées via le site Web de la marque.
L'entreprise a récemment publié les modèles Semie Moseley '63 et '65, basé sur les modèles Ventures fabriqués au cours de ces deux années. Les deux modèles sont fabriqués uniquement à la main selon les spécifications exactes des modèles originaux.
La fille de Semie, Dana Moseley, est également luthière et continue la fabrication de guitares Mosrite.

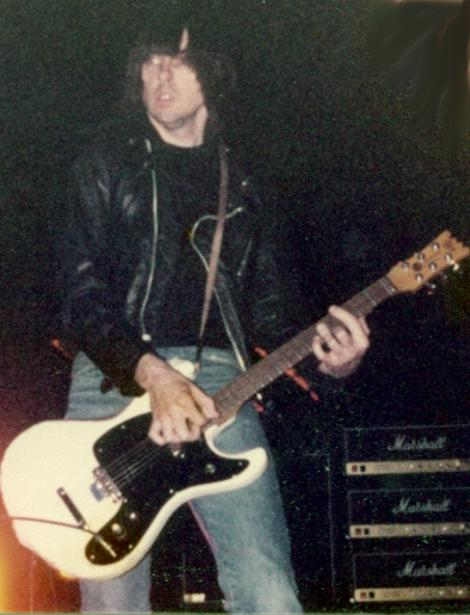
Johnny Ramone jouant son model signature

## Notoriété
De grands guitaristes tels que Kurt Cobain, Johnny Ramone ou encore Fred "Sonic" Smith utilisent ou ont utilisé ces guitares. Daniel Jamet, ex Mano Negra, guitariste de Mano Solo, en a fait sa guitare favorite, dont il tire des sons fort intéressants. Cette marque a eu un grand succès principalement au Japon. En 1992 Semie Moseley décède, son épouse Loretta a continué la production de guitares pendant une année, puis a finalement arrêté. Les membres du groupe de surf music The Ventures ont aussi beaucoup utilisé ses guitares.
- La Mosrite de Kurt Cobain une "Mark V gospels" s'est vendue pour 131 450$
- Il existe une Mosrite signature Johnny Ramone.
- Le film Candy Mountain, où le héros part à la recherche d'un luthier disparu, fait allusion à Semie Moseley.

## Galerie

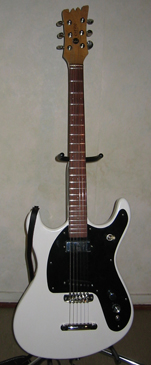
Mosrite Johnny Ramone
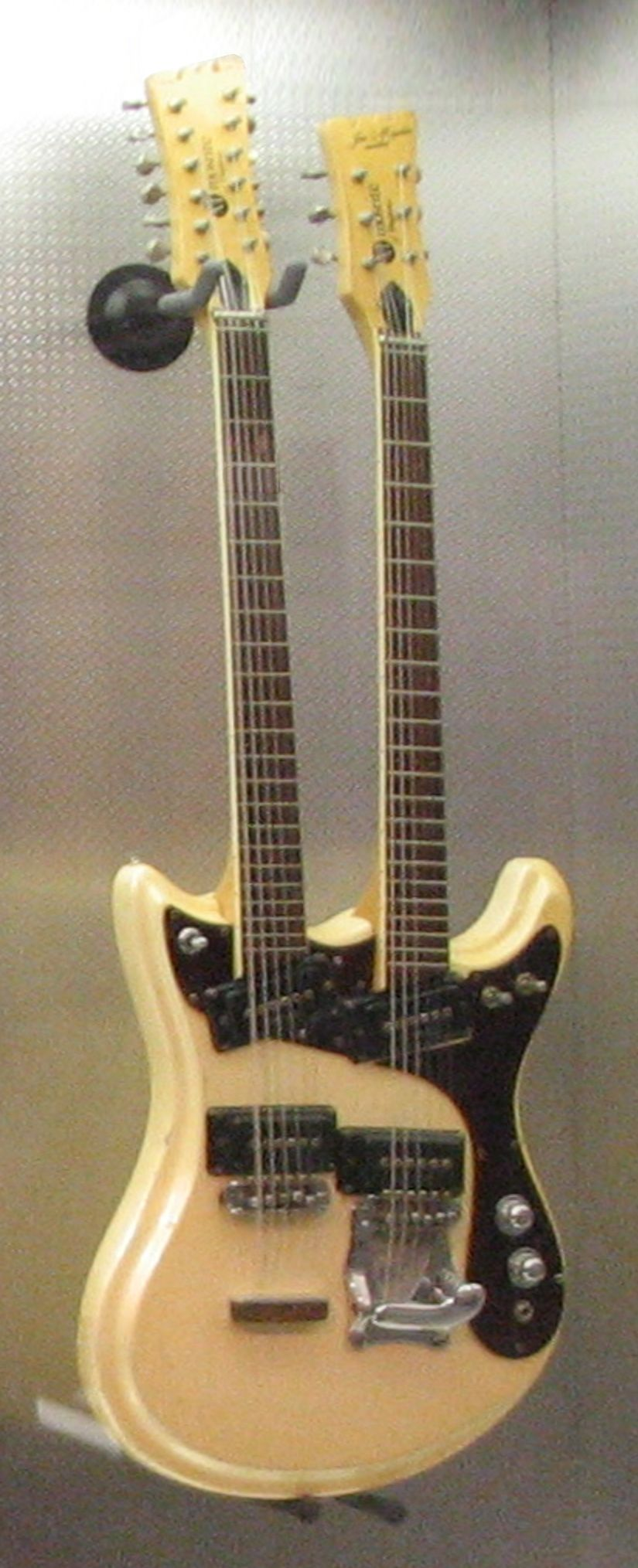
Guitare Mosrite double manche